# 22945 Schikowski
22945 Schikowski este un asteroid din centura principală de asteroizi.

## Descriere
22945 Schikowski este un asteroid din centura principală de asteroizi. A fost descoperit pe 15 octombrie 1999 la Socorro, New Mexico, în cadrul proiectului LINEAR. Asteroidul prezintă o orbită caracterizată de o semiaxă mare de 2,30 ua, o excentricitate de 0,07 și o înclinație de 6,1° în raport cu ecliptica.